# Verkhni Burgaltai
Verkhni Burgaltai (en rus: Верхний Бургалтай) és un poble de la República de Buriàtia, a Rússia, segons el cens del 2020 tenia 188 habitants.